# José María y María José (Una pareja de hoy)
 José María y María José (Una pareja de hoy)  es una película de Argentina filmada en Eastmancolor dirigida por Rodolfo Costamagna según su propio guion escrito en colaboración con Manuel Eirin que se estrenó el 9 de agosto de 1973 y que tuvo como actores principales a Luis Brandoni, Cristina del Valle, Marta Bianchi y Gabriela Gilli. El futuro director de cine Aníbal Di Salvo fue el director de fotografía.
Rodolfo Costamagna había dirigido en 1972 el cortometraje La determinación en el cual delineó los principales personajes que luego aparecieron en José María…, su primer largometraje.

## Sinopsis
Una pareja de estudiantes universitarios ante el dilema del aborto.

## Reparto
- Luis Brandoni
- Cristina del Valle
- Marta Bianchi
- Gabriela Gilli
- Marta González
- Fernanda Mistral
- Arnaldo André
- Jorge Barreiro
- Lautaro Murúa
- Eduardo Rudy
- Eber Lobato
- Ileana Monti
- Juan José Camero
- Claudio Levrino
- Linda Peretz

## Comentarios
La Nación opinó:

”Film notable… no se ha logrado desarrollar el tema de una manera coherente.”

La Razón dijo:

”Quizás un libro mejor elaborado habría posibilitado mejores logros.”

Manrupe y Portela escriben:

”Tema importante, con realización teleteatral.”